# Lina Andrijauskaitė
Lina Andrijauskaitė (* 29. Mai 1987) ist eine litauische Weitspringerin. 
Bislang wurde sie dreimal nationale Meisterin (2008–2010). Bei den Leichtathletik-Europameisterschaften 2010 in Barcelona schied sie trotz einer persönlichen Bestleistung von 6,35 m in der Qualifikation aus.